# Timo Steiner

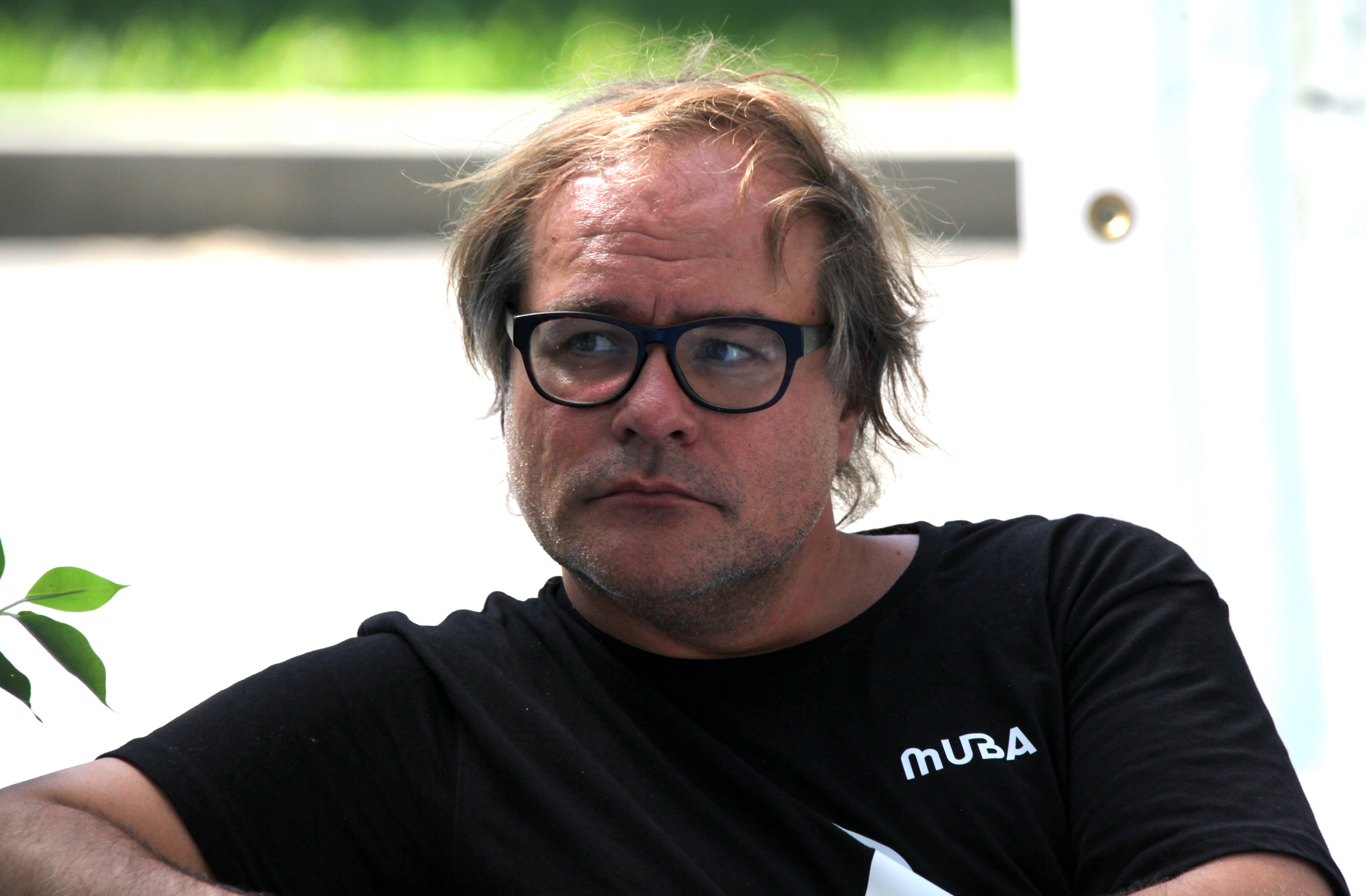
Timo Steiner, 2022

Timo Steiner (* 6. Mai 1976 in Tallinn) ist ein estnischer Komponist.

## Leben
Timo Steiner schloss 1994 das Tallinner Musikgymnasium (Tallinna Muusikakeskkool) im Fach Komposition ab. Seine Lehrer waren René Eespere, Toomas Trass und Mati Kuulberg.
Anschließend studierte Steiner bis 2001 an der Estnischen Musikakademie, unter anderem bei Jaan Rääts und Raimo Kangro. Er besuchte Meisterkurse bei Marek Stachowski in Rostock und Roman Ledenjow am Moskauer Konservatorium.
1999 trat Steiner der Estnischen Komponistenvereinigung (Eesti Heliloojate Liit) bei. Zu seinen bekanntesten Kompositionen gehören die Kurzoper Kosjas (2003), das Stück send/receive/resound für Sinfonieorchester (gemeinsam mit Ülo Krigul und Mariliis Valkonen, 2009), das Kontsert tantsivale flöödile (2007) sowie das Cellokonzert The Rest of Life (2001). Mit seinem Werk Minotauruse päevaraamat für vier Gitarren gewann Steiner 1998 den Wettbewerb der Estnischen Musiktage 1998. Beim Nargen-Festival im Juni 2011 wurde seine Oper „Zwei Köpfe“ nach einem Libretto von Maarja Kangro uraufgeführt.
Seit Herbst 2005 ist Steiner Direktor des Tallinner Musikgymnasiums. Er hat zahlreiche Festivals zeitgenössischer Musik in Estland organisiert. Zusammen mit Ülo Krigul rief er 1999 das jährliche Herbstfestival der Estnischen Musikakademie ins Leben.

## Auszeichnungen
2002 wurde Steiner der Heino-Eller-Musikpreis verliehen. 2006 erhielt er den Jahrespreis der staatlichen Kulturstiftung Eesti Kultuurkapital.

## Diskographie
- Pilved tulevad vahele (2008)